# Constantin I. Istrati

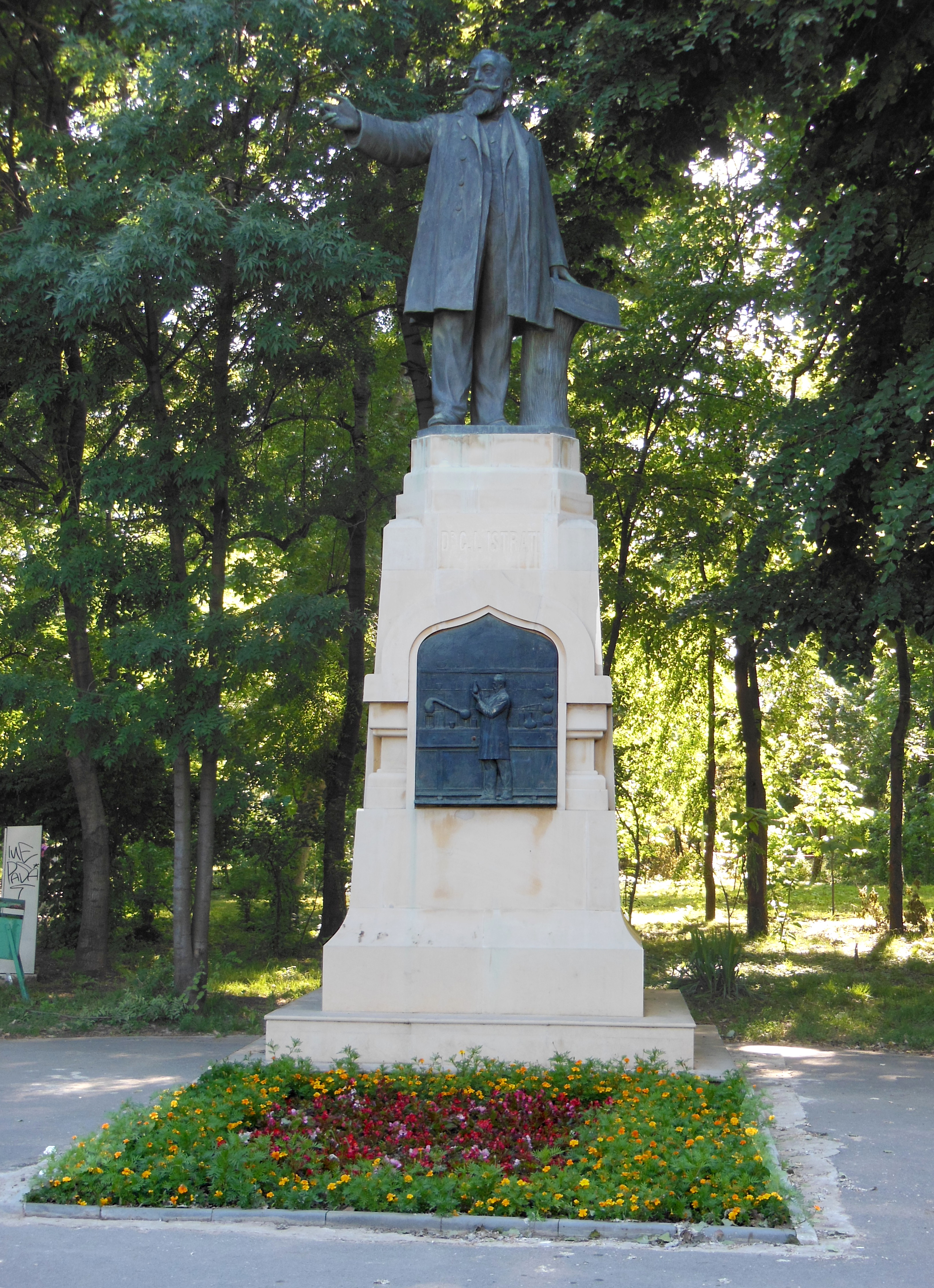
Statuia doctorului Constantin I. Istrati în Parcul Carol din București. Sculptor: Oscar Späthe
cod LMI B-III-m-B-20007

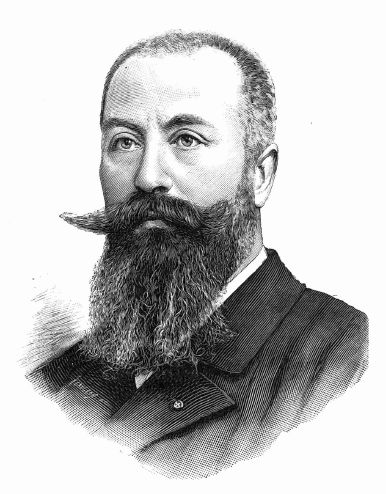
Constantin I. Istrati

Constantin I. Istrati (n. 7 septembrie 1850, Roman – d. 17 ianuarie 1918, Paris) a fost un academician român, chimist, medic, membru titular (1899) și președinte al Academiei Române în perioada 1913 - 1916.

## Activitate științifică

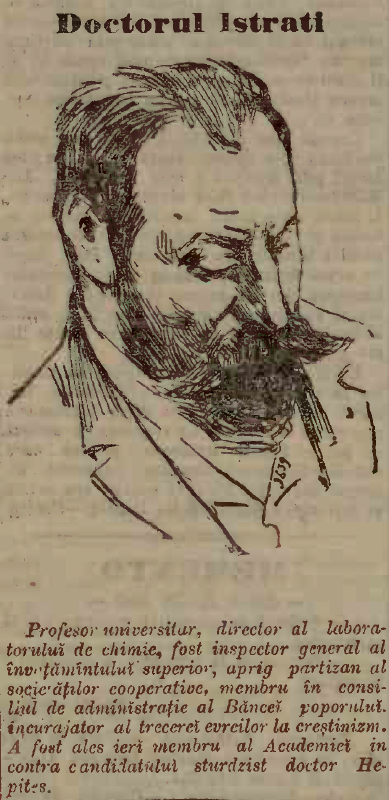
Portret a lui Constantin Istrati apărut în ziarul Adevărul în 1899, cu ocazia alegerii acestuia ca membru titular al Academiei Române

Constantin I. Istrati a devenit doctor în medicină de la București în 1877 și a fost colaborator al lui Carol Davila, pe care îl suplinea uneori la cursul de chimie medicală. În 1885, Constantin I. Istrati a obținut și doctoratul în chimie, la Paris, după 3 ani de cercetări îndrumate de profesorii Adolphe Wurtz și Charles Friedel.
Prin decretul nr. 2029 din 20 septembrie 1883, dr. Constantin Istrati a fost numit profesor de fizică la Școala de Poduri și Șosele din București, în locul lui Emanoil Bacaloglu, care demisionase. La 1 aprilie 1889, profesorul Constantin I. Istrati a fost ales membru corespondent al Academiei Române.
Constantin I. Istrati a fost numit comisarul general al organizării parcului Carol I, inaugurat în 1906.
A întemeiat școala de chimie organică de la Universitatea din București, unde era profesor. A fost membru de onoare al mai multor societăți științifice străine. A făcut cercetări asupra bogățiilor naturale ale României (sare, petrol, chihlimbar, ozocherită, etc.).
Studiind derivații halogenați ai benzenului, a descoperit o nouă clasă de coloranți, pe care i-a numit franceine. Pentru această invenție i s-a acordat Medalia de aur la Expoziția Internațională de la Paris, în 1889. A izolat din plută o substanță nouă, friedelina.
Este autorul unui Curs elementar de chimie, pentru elevii de liceu și candidații la bacalaureat, apărut în 1891 și tradus în limbile franceză și spaniolă. Prin lucrarea Studiul relativ la o nomenclatură generală în chimia organică (1913) a adus contribuții valoroase la fixarea nomenclaturii științifice. Ca reprezentant al materialismului științific-naturalist, Constantin Istrati a apărat concepția despre unitatea materiei. El a combătut energitismul și, în genere, idealismul fizic și agnosticismul, generate de criza din fizică. Spre sfârșitul vieții, concepțiile sale filozofice au suferit o schimbare majoră, trecând de la ateism la fideism. Istrati a desfășurat o intensă activitate socială în domeniul medical, cultural și științific. El a întemeiat „Societatea română de științe” (1890) și „Asociația română pentru înaintarea și răspândirea științelor” (1902).
Biblioteca Centrală de Stat a României a realizat în 1967 o bibliografie, nepublicată, care conține 128 titluri de cărți și articole din periodice în limbile română și franceză, scrise de Constantin I. Istrati și editate între anii 1869 - 1916.

## Activitatea politică
Între 11 aprilie 1899 și 9 ianuarie 1900, Constantin I. Istrati a fost Ministrul Lucrărilor Publice în Guvernul George Gr. Cantacuzino (1) (11 aprilie 1899 - 6 iulie 1900).
Între 26 februarie și 12 martie 1907 Constantin I. Istrati a fost Ministrul Agriculturii, Industriei, Comerțului și Domeniilor în Guvernul George Gr. Cantacuzino (2) (22 decembrie 1904 - 12 martie 1907).

## Activitatea de colecționar
Documentele vechi adunate cu migală de doctorul Constantin I. Istrati sunt reunite în prezent în Colecția Dr. Constantin I. Istrati, păstrată de Direcția Județeană Mehedinți a Arhivelor Naționale. Documentele au fost create în perioada 1429 - 1945. Între 1924 și 1949, aceste documente s-au aflat la secției a treia – istorică – a Muzeului „Dr. C. I. Istrati” din Turnu Severin. Documentele se referă la diferite regiuni și zone ale țării, însă cele mai multe privesc Moldova istorică și Basarabia, deosebit de importante fiind actele de cancelarie emise în vremea lui Alexandru cel Bun, Ștefan cel Mare, Bogdan al III-lea cel Chior, Petru Rareș, Despot Vodă, Petru Șchiopul, Ieremia Movilă, Simion Movilă, Constantin Movilă, Ștefan al II-lea Tomșa și a altor domni moldoveni, sau cele privind evenimente fundamentale privind istoria țării, cum ar fi Revoluția din 1848, pregătirea și înfăptuirea Unirii din 1859 și altele. Există în colecție și o serie de documente privitoare la personalități și familii, precum Asachi, Donici, C. I. Istrati, Paladi, Roset, Bibescu, Nicolae Densusianu, ori la instituții ca Institutul Central de Chimie din București.

## Medalii

Medalia „Constantin I. Istrati”

Cu ocazia Ediției a XIV-a a Concursului de chimie organică „George Ostrogovich”, din 17.05.2008, Societatea de Chimie din România i-a oferit Facultății de Chimie, Biologie și Geografie a Universității de Vest din Timișoara Medalia „Constantin I. Istrati” pentru merite deosebite în formarea de tinerilor chimiști.

## Necrolog
În Buletinul Comisiunii Monumentelor Istorice (BCMI) nr. 41 din 1924, editura Ramuri, Craiova, la pagina 143 apărea următorul necrolog:
„Grelele zile cauzate de război, în cursul căruia s-a întrerupt apariția acestei publicații, ne-au împiedicat de a face cunoscut trecerea la cele veșnice a doctorului C. I. Istrati. Savantul doctor C. I. Istrati, a cărui înclinare spre istorie se manifestă prin frumoasele pagini consacrate lui Bécham, Alexie Marin, Aman, Davila, Bisericilor lui Ștefan cel Mare și mai ales prin organizarea expoziției retrospective din 1906 și a muzeului său personal, ce reprezintă toate fazele de dezvoltare ale poporului nostru, de la preistorie până la amintirile rămase de la Alecsandri, fu ales Președinte al Comisiunii la 16 octombrie 1913, după moartea lui Ion Kalinderu. Sub îndemnul inimii sale calde și patriotismului său luminat, Comisiunea își continuă lucrările până la evacuarea Bucureștiului în toamna anului 1916. La 20 februarie 1918, în grelele ceasuri ale hotărârilor de la Buftea, el se stingea de durere la Paris el care fusese unul din protagoniștii intrării României în războiu”
Un bust al doctorului Constantin Istrati, realizat de sculptorul Raffaello Romanelli, îi străjuiește mormântul din Cimitirul Bellu din București.

## Vezi și
- Statuia doctorului Constantin I. Istrati